# Philaphthona
Philaphthona is een geslacht van kevers uit de familie bladkevers (Chrysomelidae).
De wetenschappelijke naam van het geslacht werd in 1993 gepubliceerd door Medvedev.

## Soorten
- Philaphthona antennalis Medvedev, 1993
- Philaphthona bicolor Medvedev, 1993
- Philaphthona brachycornis Medvedev, 1993
- Philaphthona cyanipennis Medvedev, 1993
- Philaphthona fulva Medvedev, 1993
- Philaphthona palawana Medvedev, 2001
- Philaphthona pallida Medvedev, 2001
- Philaphthona schawalleri Medvedev, 1993
- Philaphthona tenebrosa Medvedev, 1993